# Pretty. Odd.
Pretty. Odd. — другий за рахунком студійний альбом гурту Panic! at the Disco, випущений на лейблі Fueled by Ramen, 25 березня 2008 року в США.
Першим синглом «Pretty.Odd» стала пісня «Nine in the Afternoon». Другий сингл, «Mad As Rabbits», (випущений як цифровий на iTunes), насправді не був радіо-синглом, проте на нього було знято відео (у кліпі використані матеріали зі зйомок «That Green Gentleman»). Третій і четвертий сингли з нового альбому — «That Green Gentleman (Things have Changed)» та «Northern Downpour».
Альбом був проданий накладом більш ніж 800 000 копій по всьому світу та займав верхні позиції чарту Billboard 200 близько 18 тижнів. Pretty. Odd. - очевидно цілком нове звучання гурту.

## Список композицій
1. «We’re So Starving» — 1:21
2. «Nine in the Afternoon» — 3:11
3. «She’s a Handsome Woman» — 3:12
4. «Do You Know What I’m Seeing?» — 4:14
5. «That Green Gentleman (Things Have Changed)» — 3:15
6. «I Have Friends in Holy Spaces» — 1:56
7. «Northern Downpour» — 4:07
8. «When the Day Met the Night» — 4:53
9. «Pas de Cheval» — 2:39
10. «The Piano Knows Something I Don’t Know» — 3:43
11. «Behind the Sea» — 3:33
12. «Folkin' Around» — 1:55
13. «She Had the World» — 3:47
14. «From a Mountain in the Middle of the Cabins» — 3:02
15. «Mad as Rabbits» — 3:48

Bonus tracks
1. «Nine in the Afternoon» (radio mix) — 3:13 (iTunes bonus track)
2. «Behind the Sea» (alternate version) — 2:24 (Deluxe iTunes Version bonus track)
3. «Do You Know What I’m Seeing?» (alternate version) — 3:55 (iTunes Pre-order/Japanese import bonus track)

- Більш розширена версія на iTunes альбому Pretty. Odd. також включає відео «Nine in the Afternoon» і «Mad as Rabbits»
- Японська ліцензія альбому включає в себе кліп на пісню «Nine in the Afternoon»
- У Мексиці магазин «Mixup» рецензував CD, яка включала альтернативні версії пісень «Behind the Sea», «Do You Know What I’m Seeing?» та інші пісні гуртів Simple Plan та Paramore. Цей CD цілком безкоштовно могли отримати ті, хто придбав диск з альбомом Simple Plan Simple Plan, Paramore Riot! або Panic at the Disco Pretty. Odd. Нині така акція вже недоступна.

## Реакція
В цілому, критична реакція на альбом була позитивною. Стівен Ерлевін, головний редактор Allmusic відгукнувся про альбом, як про «шалено змішаний, залишаючий по собі польове захоплення»  («field delight»), а NME назвав його «одним із feel-good псих-поп альбомів року». Pretty. Odd. отримав 70 балів зі 100 на сайті Metacritic, що безумовно вказує на сприятливу реакцію слухачів.

## Інші згадки
- «Nine in the Afternoon» самий відтворюваний трек у грі Rock Band 2
- «She’s A Handsome Woman» був випущений для Rock Band[en] як завантажуваний об'єкт.

## Історія випуску
| Регіон         | Дата            |
| -------------- | --------------- |
| Netherlands    | 21 березня 2008 |
| Brunei         | 22 березня 2008 |
| Ireland        | 23 березня 2008 |
| United Kingdom | 24 березня 2008 |
| New Zealand    | 24 березня 2008 |
| Canada         | 25 березня 2008 |
| United States  | 25 березня 2008 |
| Argentina      | 28 березня 2008 |
| Australia      | 29 березня 2008 |
| Japan          | 9 квітня 2008   |

## Поява у чартах
30 березня альбом зайняв 2-е місце у Британському чарті альбомів.
Проте швидко вибув з чарту, провівши лише шість тижнів у Топ-100 у Великій Британії. Альбом дебютував під №1 в Австралії, а також дібрався другого місця у США, продавши 145 000 копій першого ж тижня.
| Чарт (2008)              | Кінцева позиція |
| ------------------------ | --------------- |
| ARIA Albums Chart        | 1               |
| Japan Albums Chart       | 18              |
| New Zealand Albums Chart | 5               |
| Swedish Albums Chart     | 35              |
| UK Albums Chart          | 2               |
| U.S. Billboard 200       | 2               |